# Ilie Luceac
Ilie Luceac (n. 2 iulie 1950, comuna Sinăuții de Jos, raionul Adâncata, regiunea Cernăuți, Ucraina, d. 5 iunie 2017) a fost un critic și istoric literar român din Bucovina de Nord. 

## Biografie
S-a născut la 2 iulie 1950, în comuna Sinăuții de Jos. Localitatea a făcut parte înainte de al doilea război mondial din fostul județ Dorohoi al României, fiind ocupată de către URSS în 1940, împreună cu întreg ținutul Herța. În anul 1950, comuna era inclusă în raionul Adâncata din regiunea Cernăuți a RSS Ucrainene.
A absolvit studii universitare la Facultatea de Filologie (specialitatea: limba și literatura română) (1974) și Facultatea de Istorie (1992), ambele din cadrul Universității din Cernăuți. A obținut în iulie 2000 titlul științific de doctor în istorie la Universitatea din București, cu tema: „Cultura în Bucovina în cea de a doua jumătate a secolului al XIX-lea. O analiză de caz: Familia Hurmuzaki”.
Ilie Luceac lucrează ca redactor-șef adjunct la revista trimestrială de istorie și cultură „Glasul Bucovinei”, Cernăuți – București, care apare din 1994 sub egida Fundației Culturale Române (astăzi Institutul Cultural Român). De asemenea, el face parte din echipa redacțională a revistei „Glasul Bucovinei” de la întemeierea ei și până în prezent. Colaborează la reviste și periodice din țară și din străinătate, publicând studii de critică și istorie literară, precum și articole despre istoria și cultura românească din Bucovina.
Luceac este membru fondator al Editurii Alexandru cel Bun din Cernăuți, membru activ al Institutului Român de Genealogie și Heraldică «Sever Zotta» din Iași. A fost ales ca membru al Uniunii Scriitorilor din Moldova și al Societății Scriitorilor Români din Cernăuți. De asemenea, este cercetător științific asociat la «Centrul Pentru Studierea Problemelor Bucovinei», astăzi Institutul «Bucovina» (Filiala Iași a Academiei Române) cu sediul la Rădăuți.

## Volume publicate
- Familia Hurmuzaki: între ideal și realizare (O istorie a culturii românești din Bucovina în cea de a doua jumătate a secolului al XIX-lea), Editura Alexandru cel Bun–Cernăuți, Editura Augusta–Timișoara, 2000, 364 p. Lucrarea a obținut Premiul „Eudoxiu Hurmuzaki” al Academiei Române (2000) și Premiul „Lecțiile istoriei” al Salonului Internațional de Carte de la Iași, ediția 2001.
- Discursurile lui Eudoxiu Hurmuzaki în Dieta Bucovinei – Din viața parlamentară a Bucovinei în cea de a doua jumătate a secolului al XIX-lea. Ediție bilingvă, cu stabilire de text, prefață, note și comentarii de Ilie Luceac. Traducerea textului german de Catrinel Pleșu, Institutul Cultural Român, București, 2007, 367 p.
- Cernăuți / Chernovtsy 1408-2008 (album) - în colaborare cu Alexandrina Cernov. Institutul Cultural Român, București, 2008, 158 p.

## Repere bibliografice
- Istoria Românilor, Vol.VII, Tom I, Constituirea României moderne (1821-1878), Capitolul XVII.
- Acad. Dan Berindei (coord.) - Transilvania, Bucovina, Basarabia, Dobrogea și românii din dreapta Dunării (1848-1878) – Bibliografie. Editura Enciclopedică, București, 2003, p. 808.
- Stan Stoica (coord.) - Dicționar biografic de Istorie a României. Cuvânt înainte: Acad. Dinu C. Giurescu, Editura Meronia, București, 2008, p. 589.
- Emil Satco, Enciclopedia Bucovinei, Volumul I. Colaboratori principali: Eugen Dimitriu și Erich Beck, Suceava, 2004, p. 636-637.
- Dimitrie Vatamaniuc, Bucovina între Occident și Orient. Studii și documente. Prefață de Acad. Ștefan Ștefănescu, Editura Academiei Române, București, 2006, p. 61, 389, 409, 415, 421.
- Constantin Ungureanu, Bucovina în perioada stăpânirii austriece (1774-1918), Editura „Civitas”, Chișinău, 2003, p. 122, 125, 177, 180, 183, 188, 196, 198, 202.
- Constantin Ungureanu, Învățământul primar din Bucovina (1774-1918), Editura „Civitas”, Chișinău, 2007, p. 8.
- Mihai-Ștefan Ceaușu, Parlamentarism, partide și elită politică în Bucovina habsburgică (1848-1918), Editura Junimea, Iași, 2004, p. 68, 243, 427-430, 561.
- Harieta Mareci, Teodor Bălan (1885-1972), Viața și Opera, Editura Junimea, Iași, 2003, p. 19, 71, 95, 102, 176, 177.